# Eugène Joseph Delporte
Eugène Joseph Delporte (10. ledna 1882 Genappe – 19. října 1955 Uccle) byl belgický astronom.
Vystudoval fyziku a matematiku na Svobodné univerzitě v Bruselu. V roce 1903 se stal zaměstnancem Belgické královské observatoře v Uccle a v letech 1936 až 1947 byl jejím ředitelem. Podle sídla observatoře pojmenoval planetku (1276) Ucclia, kterou objevil v roce 1933. Pracoval také v redakci astronomického časopisu Ciel et terre, byl korespondentem Francouzské akademie věd a Bureau des Longitudes.
Celkem objevil 66 planetek, nejznámější z nich je potenciálně nebezpečná planetka 2101 Adonis. Je také jedním z objevitelů periodické komety 57P/du Toit–Neujmin–Delporte. Stanovil hranice mezi souhvězdími, které přijala Mezinárodní astronomická unie v roce 1930 jako závazné.
Je po něm pojmenován měsíční kráter Delporte a planetka 1274 Delportia.